# Хронологія геополітичних змін (до 1000 року)
Хронологія геополітичних змін в історії (до 1000 року) — послідовність історичних подій в історії людства, в частині, що стосувалося появи та зникнення країн, заснування найважливіших міст, виникнення столиць держав, проголошення незалежності й зміни назв країн, а також значні територіальні зміни, такі як анексія, поступка іншим державам або відокремлення земель і створення нових держав.
1001—1700

1701—1900

1901—2000

1-ше тисячоліття   (X століття • IX століття • VIII століття • VII століття • VI століття • V століття • IV століття • III століття • II століття • I століття)
1-ше тисячоліття до н. е. ← 2-ге тисячоліття до н. е. ← 3-тє тисячоліття до н. е. ← 4-те тисячоліття до н. е. ← 10-те тисячоліття до н. е.

## 1-ше тисячоліття н.е

### X століття
| Рік  | Дата | Подія |
| ---- | --- | --- |
| 1000 | | Стефан I Угорський заснував Угорське королівство зі столицею в Буді                                                                                  |
| 1000 | Повалення династії Західні Ганги у південному Індостані під впливом Чола | |
| 999  | | Припинила існування Саманідська держава |
| 995  | | В долині Мехіко заснована Ацкапоцалько, держава тепанеків                                                                                            |
| 992  | | Заснування Морських володінь Венеції |
| 987  | | Гуго Капет перетворив Західне Франкське королівство на Французьке королівство зі столицею в Парижі                                                   |
| 980  | | Ле Хоан заснував династію ранніх Ле зі столицею в Хоали                                                                                              |
| 979  | | Північна Хань припинила існування під ударами династії Сун                                                                                           |
| 978  | | Припинила існування держава Уюе, завойована династією Сун                                                                                            |
| 977  | | У частині Персії, Трансоксанії і північних областях індійського субконтиненту заснована держава Газневідів. Столиця — Газні                          |
| 976  | | У складі Священної Римської імперії засноване герцогство Каринтія                                                                                    |
| 976  | Південна Тан припинила існування під ударами династії Сун | |
| 972  | | Столиця Першого Болгарського царства перенесена з Великого Преслава до Охрида                                                                        |
| 971  | | Південна Хань припинила існування під ударами династії Сун                                                                                           |
| 969  | | Фатімідський халіфат завоював у Іхшидів Єгипет та заснував нову столицю Каїр                                                                         |
| 969  | Хозарський каганат припинив існування | |
| 968  | | Дінь Бо Лінь заснував Династію Дінь зі столицею в Хоали                                                                                              |
| 965  | | Заснована особлива військово-адміністративна одиниця Візантійської імперії — катепанат Італії                                                        |
| 965  | Занепад династії Нго на півночі В'єтнаму | |
| 962  | 2 лютого | Оттон I проголосив про заснування Священної Римської імперії і проголосив себе імператором. Столиця — Рим                                            |
| 961  | 25 грудня | Оттон I завоював Італійське королівство і проголосив себе королем Італії                                                                             |
| 960  | 4 лютого | Чжао Куан'їнь заснував Північну династію Сун зі столицею в Кайфені                                                                                   |
| 959  | | У складі Священної Римської імперії засновано герцогство Нижня Лотарингія                                                                            |
| 954  | | Зазнало поразки від англосаксів й припинило своє існування Королівство Йорвік; завершення епохи Данелага                                             |
| 953  | | Заснування Кельнського курфюрства у складі Священної Римської імперії зі столицею в місті Кельн                                                      |
| 951  | 13 лютого | Го Вей заснував династію Пізня Чжоу за часів періоду п'яти династій і десяти держав. Столиця — Кайфен                                                |
| 951  | Лю Чун заснував царство Північна Хань у Китаї зі столицею в Тайюані | |
| 947  | | Лю Чжиюань заснував династію Пізня Хань на півночі Китаї зі столицею в Бяньцзині                                                                     |
| 940  | | Розпад Аксумського царства на плато Тиграй у північній Ефіопії                                                                                       |
| 939  | | Бретанське герцогство засноване на місці Бретанського королівства                                                                                    |
| 939  | Нго Куєн заснував династію Нго на півночі В'єтнаму та столицею держави в Колоа | |
| 938  | | Після розгрому в битві на річці Бах Данг В'єтнам здобув незалежність від царства Південна Хань після Третього китайського правління в державі в'єтів |
| 937  | | Засноване царство Далі народу бай з центром у сучасній провінції Юньнань у Китаї                                                                     |
| 937  | Лі Бянь заснував Південну Тан у південно-східному Китаї після падіння царства У та столицею держави в Цзінліні                                                                        | |
| 936  | 28 листопада | Ши Цзінтан заснував династію Пізня Цзінь за часів періоду п'яти династій і десяти держав                                                             |
| 936  | Пізні три корейські держави: Сілла, Хупекче («Пізнє Пекче») і Тхебон об'єдналися в Корьо                                                                                              | |
| 935  | | В Єгипті Мухаммад ібн Тугдж заснував тюркську династію правителів Іхшидів зі столицею у Фустаті                                                      |
| 934  | | У Персії до влади прийшла династія Буїдів на чолі з Імад ад-Даулою. Столиця — Шираз                                                                  |
| 934  | Після припинення династії Тан та розпаду Китаю на півдні Китаю у період п'яти династій та десяти держав засноване царство Пізня Шу на чолі з Мен Чжисяном та столицею держави в Ченду | |
| 933  | | Заснування Бургундського королівства після об'єднання королівств Верхньої і Нижньої Бургундії                                                        |
| 929  | | Кордовський емірат перейменований на Кордовський халіфат                                                                                             |
| 927  | 12 липня | Етельстан об'єднав усі англосаксонські королівства в Англійське королівство                                                                          |
| 925  | | На місці князівства Приморська Хорватія Томислав I заснував Хорватське королівство зі столицею в Нині                                                |
| 924  | | Ґао Цзісін заснував царство Цзінань зі столицею в Цзянліні                                                                                           |
| 923  | | Лі Цуньсюй заснував династію Пізня Тан. Столиця — Лоян                                                                                               |
| 920  | | Злиттям королівств Сейсіллуг та Дівед утворено Дехейбарт на південному заході Уельсу                                                                 |
| 918  | | Тхеджо заснував династію Корьо в Кореї зі столицею в Кесоні                                                                                          |
| 918  | Мерсія завойована Вессексом | |
| 918  | Королівство Східна Англія завойована Вессексом | |
| 918  | На землях Бургундського королівства виникло Бургундське герцогство | |
| 917  | | Лю Янь заснував царство Південна Хань. Столиця — Гуанчжоу                                                                                            |
| 916  | | Вождь племені киданів Єлюй Амбагай заснував Династію Ляо зі столицею у Шанцзіні                                                                      |
| 911  | | Ватажок вікінгів Ролло заснував Нормандське герцогство зі столицею в Руані                                                                           |
| 910  | 10 грудня | Внаслідок поділу Астурійського королівства виникло Леонське королівство зі столицею у місті Леон                                                     |
| 909  | | Фатіміди завоювали столицю Аглабідів Раккаду та заснували Фатімідський халіфат                                                                       |
| 909  | При розпаді Аббасидського халіфату зник Рустамідський імамат у Північній Африці зі столицею в Тахерті                                                                                 | |
| 909  | Ван Шеньчжі заснував державу Мінь зі столицею у Фучжоу | |
| 907  | | Ван Цзянь заснував царство Рання Шу |
| 907  | У Китаї виникло царство Рання Шу зі столицею у Ченду | |
| 907  | Чжу Вень заснував державу Пізня Лян зі столицею в Лоян | |
| 907  | Ян Во заснував державу У | |
| 907  | Ма Їнь заснував державу Чу | |
| 907  | Цянь Лю заснував державу Уюе | |
| 907  | Закінчився час правління китайської Танської династії; початок епохи п'яти династій і десяти держав                                                                                   | |
| 905  | | У В'єтнамі розпочала правління Династія Кхук |

### IX століття
| Рік | Дата                                                       | Подія |
| --- | ---------------------------------------------------------- | --- |
| 898 |                                                            | Заснування Трірського курфюрства |
| 896 |                                                            | На території Ефіопії заснований мусульманський султанат Шоа |
| 895 |                                                            | Арпад заснував Угорське князівство |
| 893 |                                                            | Столиця Першого Болгарського царства переміщена з Плискі до Преслава |
| 884 |                                                            | Розпад Вірменського емірату |
| 882 |                                                            | Заснування Київської Русі |
| 873 |                                                            | Землі держави Тахіридів завойовані Саффаридами |
| 872 |                                                            | Об'єднання Норвезького королівства |
| 870 | 8 серпня                                                   | За Мерсенським договором Лотаринзьке королівство розділена між Західним Франкським королем Карлом Лисим та Східним Франкським королем Людовиком Німецьким                                                            |
| 870 | З'явилося Чеське князівство                                | |
| 868 |                                                            | Заснування Португальського графства зі столицею у Бразі |

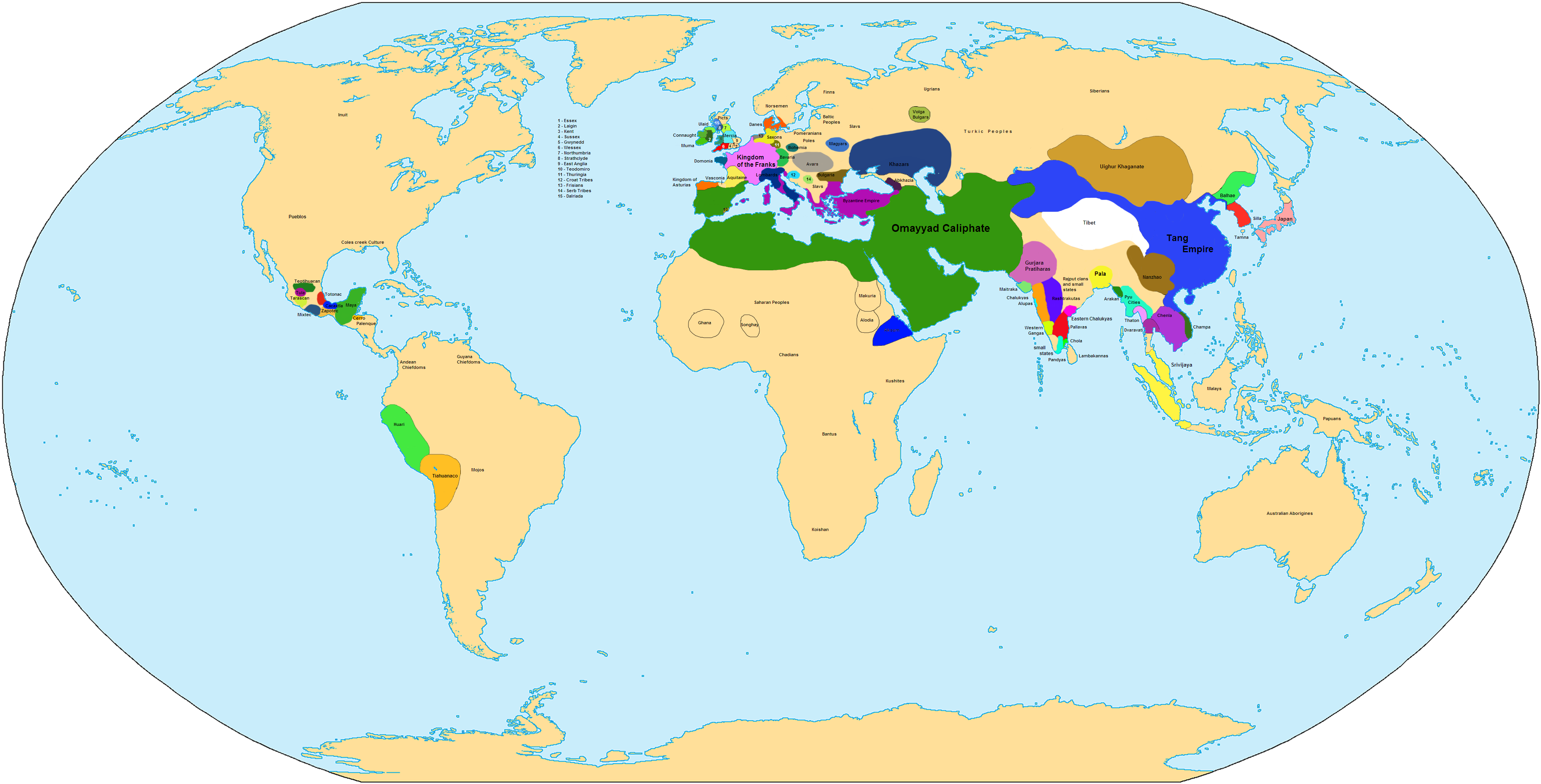
Світ у 750 році

| 868 | Утворення держави Тулунідів                                | |
| 865 |                                                            | У північно-східній Англії вікінгами заснований Данелаг |
| 862 |                                                            | Засноване Фландрське графство зі столицею в Брюгге |
| 861 |                                                            | У Персії заснована династія Саффаридів зі столицею в Заранджі |
| 855 | 19 вересня                                                 | За Прюмським договором Серединне королівство поділене імператором Заходу Лотарем I між його трьома синами: Людовик II отримав Італійське королівство, Лотар II — Лотарингію і Карл — Прованське королівство          |
| 853 |                                                            | Вікінги заснували Королівство Дублін |
| 851 |                                                            | Джаяварман II заснував Кхмерську імперію. Столиця у Яшодхарапурі |
| 851 | Заснування Бретанського королівства                        | |
| 850 |                                                            | Внаслідок відокремлення від Беневентського князівства утворилося Салернське князівство |
| 846 |                                                            | Заснована Тосканська марка зі столицею в Луккі |
| 843 |                                                            | Карл II Лисий зробив Париж столицею Західного Франкського королівства |
| 843 | 11 серпня                                                  | Каролінгська імперія за Верденським договором поділена між трьома синами Людовіка Благочестивого: Карлом Лисим, Лотарем I та Людовиком II Німецьким на Західне, Серединне та Східне Франкські королівства відповідно |
| 843 | Кеннет I об'єднав під своєю владою Шотландське королівство | |
| 842 |                                                            | Тибетська імперія розпалася на декілька окремих держав |
| 840 |                                                            | Киргизи знищили Уйгурський каганат |
| 836 |                                                            | Столиця Аббасидського халіфату переведена у Самарру |
| 833 |                                                            | Заснування Великої Моравії. Столиця — Велеград |
| 831 | вересень                                                   | Унаслідок ісламського завоювання Сицилії заснований Сицилійський емірат Аглабського емірату Аббасидського халіфату                                                                                                   |
| 824 |                                                            | Виникнення Наваррського королівства зі столицею в Памплоні |
| 821 |                                                            | Заснування династії Тахіридів у Персії. Столиця держави у Мерві |
| 810 |                                                            | Столиця Венеційської республіки з Маламокко переміщена у Венецію |
| 802 |                                                            | Джаяварман II заснував Кхмерську імперію. Столиця у Яшодхарапурі |
| 802 | Авреоло заснував Арагонське графство; столицею стала Хака  | |
| 801 |                                                            | Заснування Барселонського графства зі столицею у Барселоні |
| 800 | 25 грудня                                                  | Папа Римський Лев ІІІ коронував Карла Великого на імператора Заходу; заснування імперії Каролінгів. Столиця — Аахен                                                                                                  |

### VIII століття
| Рік | Дата                                                | Подія |
| --- | --------------------------------------------------- | --- |
| 796 |                                                     | За рішенням халіфа Гарун ар-Рашида Ракка стає столицею Аббасидського халіфату |
| 795 |                                                     | Карл Великий заснував Іспанську марку — буферну зону між Аль-Андалус та Франкським королівством |
| 791 |                                                     | Виникнення Паннонської Хорватії |
| 786 |                                                     | На Південному Кавказі виникло Абхазьке царство |
| 774 |                                                     | Лангобардське королівство підкорене франками Карла Великого: північні терени королівства успадкувала Франкська імперія Каролінгів, південні — Беневентське і Сполетське герцогства, центральні — Папська держава |
| 759 |                                                     | Франки завоювали Септиманію |
| 756 |                                                     | На Піренейському півострові заснований Кордовський емірат зі столицею в Кордові |
| 754 |                                                     | Заснована Папська держава |
| 750 |                                                     | Заснований Аббасидський халіфат |
| 750 | На півострові Індостан Ґопала заснував Імперію Пала | |
| 753 |                                                     | В Індії заснована держава Раштракути зі столицею в Ман'якхета |
| 744 |                                                     | Уйгури здійснили переворот у Тюркському каганаті, який припинив існування; зник Східний тюркський каганат; постав Третій Уйгурський каганат                                                                      |
| 737 |                                                     | На території сучасної китайської провінції Юньнань виникла держава Наньчжао зі столицею в Тайхе |
| 734 |                                                     | Фризьке королівство завойоване Франкською державою |
| 719 |                                                     | Почалося вторгнення Омеядів у Галлію |
| 718 |                                                     | Пелайо заснував Астурійське королівство на півночі Піренейського півострова |
| 717 |                                                     | Куртуба стала столицею аль-Андалуса |
| 711 | 27 квітня                                           | Тарік ібн Зіяд висадився на півдні Іберії розпочавши Арабське завоювання Піренейського півострова та заснування аль-Андалус                                                                                      |
| 710 |                                                     | В Японії завершився період Ямато |
| 705 | 3 березня                                           | У Китаї Чжун-цзун відновив правління династії Тан зі столицею у Чан'ань |
| 700 |                                                     | Виникнення імперії Канем, африканської держави на території сучасного Чаду, південної Лівії і східного Нігера |

### VII століття
| Рік | Дата                                                                                     | Подія |
| --- | ---------------------------------------------------------------------------------------- | --- |
| 698 |                                                                                          | Ко заснував державу Пархе |
| 697 |                                                                                          | Заснована Венеційська республіка |
| 690 |                                                                                          | У Цзетянь заснувала другу династію Чжоу на території Китаю. Шеньду — столиця держави                                                                          |
| 681 |                                                                                          | Каган оногурів, протоболгарський хан перетнув дельту Дунаю та перемігши візантійців у битві при Онгале заснував Перше Болгарське царство зі столицею в Плисці |
| 680 |                                                                                          | Королівство Кередігіон перетворилося на Королівство Сейсіллуг в Уельсі                                                                                        |
| 668 |                                                                                          | Сілла об'єднала Три корейські держави: Когурьо, Сілла і Пекче під своєю владою                                                                                |
| 668 | Булгарський хан (каган) Кубрат заснував Велику Булгарію у степовій зоні сучасної України | |
| 660 |                                                                                          | Занепад Само |
| 658 |                                                                                          | Утворення Карантанії — держави словенців в басейні річки Мура і верхів'ях річки Драва                                                                         |
| 657 |                                                                                          | Західний тюркський каганат розпався під тиском сусідніх держав та племен                                                                                      |
| 651 |                                                                                          | Під ударами арабів зникла Держава Сасанідів |
| 650 |                                                                                          | Заснування Хозарського каганату зі столицею в Семендері |
| 647 |                                                                                          | Початок арабського завоювання Північної Африки |
| 634 |                                                                                          | Королівства англів Берніція та Дейра об'єдналися в Королівство Нортумбрія                                                                                     |
| 630 | 11 січня                                                                                 | Ісламський святий і пророк Магомет завоював Мекку та об'єднав усю Арабію, утворивши єдину державу зі столицею в Медині                                        |
| 628 |                                                                                          | Гвікке після поразки в битві біля Сайренсестера стало державою-васалом Мерсії                                                                                 |
| 623 |                                                                                          | Заснування держави Само — найдавнішої відомої держави слов'ян, яка існувала на території сучасних Чехії і Нижньої Австрії                                     |
| 618 | 18 червня                                                                                | Лі Юань заснував династію Тан у Китаї. Чан'ань і Лоян — столиці держави                                                                                       |
| 618 | Сронцангамбо заснував Тибетську імперію                                                  | |
| 602 |                                                                                          | В'єтнамська Рання Лі завойована китайцями імперії Суй — початок Третього китайського завоювання держави в'єтів                                                |
| 602 | Засновані Аквітанське та Васконське герцогства                                           | |

### VI століття
| Рік | Дата                                                                                 | Подія |
| --- | ------------------------------------------------------------------------------------ | --- |
| 590 |                                                                                      | Під ударами Берніції знищено Королівство Пік                                                                                          |
| 589 |                                                                                      | З поваленням останньої із Південних династій Китаю — Чень — династія Суй встановила правління над усім Китаєм, заснувавши імперію Суй |
| 581 |                                                                                      | Тюркський каганат розпався на Західний та Східний каганати                                                                            |
| 581 | Ян Цзянь заснував династію Суй у Китаї зі столицею у Чан'ані                         | |
| 568 |                                                                                      | В Італії засноване Лангобардське королівство                                                                                          |
| 567 |                                                                                      | У Східній Європі утворився Аварський каганат                                                                                          |
| 557 |                                                                                      | Юйвень Цзюе заснував династію Північна Чжоу у Китаї зі столицею у Чан'ані                                                             |
| 557 | Чень Басянь заснував династію Чень у Китаї зі столицею у Цзянькані                   | |
| 555 |                                                                                      | Сюань-ді заснував державу Пізня Лян у Китаї зі столицею у Цзінчжоу                                                                    |
| 553 |                                                                                      | Остготське королівство припинило існування, завойоване Візантійською імперією                                                         |
| 552 |                                                                                      | Утворився Тюркський каганат |
| 550 |                                                                                      | Ґао Ян заснував династію Північна Ці у Китаї зі столицею у Єчені                                                                      |
| 544 |                                                                                      | Лі Нам Де заснував династію Рання Лі у В'єтнамі зі столицею у Лонгб'єні; кінець Другого завоювання держави в'єтів китайцями           |
| 538 |                                                                                      | Столиця Пекче переведена з Унчжина до Сабі                                                                                            |
| 535 |                                                                                      | Юань Баоцзюй заснував династію Західна Вей у Китаї зі столицею у Чан'ані                                                              |
| 534 |                                                                                      | Юань Шаньцзянь заснував династію Східна Вей у Китаї зі столицею у Лояні, згодом Єчен                                                  |
| 534 | Королівство вандалів і аланів припинило існування, завойоване Візантійською імперією | |
| 527 |                                                                                      | На території Англії засновані Королівства Мерсія та Ессекс, з так званої англосаксонської Гептархії                                   |
| 508 |                                                                                      | Король салічних франків Хлодвіг зробив Париж столицею Франкського королівства                                                         |
| 502 |                                                                                      | Сяо Янь заснував державу Лян у Китаї зі столицею у Цзянькані                                                                          |

### V століття
| Рік     | Дата                                    | Подія |
| ------- | --------------------------------------- | --- |
| 493     |                                         | Остготи під проводом Теодоріха Великого заснували власне Королівство в Італії зі столицею у Равенні                                          |
| 486     |                                         | Держава Суассон, колишня римська держава-клієнт, на чолі з Сіагрієм, завойована франками; повний крах римської державності в Західній Європі |
| 481     |                                         | Хлодвіг заснував Франкське королівство зі столицею у Турне                                                                                   |
| 480     |                                         | Римська держава-клієнт Далмація розпалася після вбивства Юлія Непот                                                                          |
| 479     |                                         | Сяо Даочен заснував династію Південна Ці у Китаї зі столицею у Цзянькані                                                                     |
| 476     | 4 вересня                               | Германський вождь Одоакр усунув останнього західно-римського імператора Ромула Августула; падіння Західної Римської імперії                  |
| 475     |                                         | У Кореї Пекче перемістила столицю з Віресона до Унчжина                                                                                      |
| 469     |                                         | Імперія гунів розпалася після загибелі кагана Денгизиха                                                                                      |
| 457-461 |                                         | Імператор Західної Римської імперії Майоріан активно намагався відновити Імперію, відвоювавши більшість Іспанії та південної Галлії          |
| 455     |                                         | Засноване Королівство Кент, одне з так званої Гептархії на території Англії                                                                  |
| 454     |                                         | У Тисо-Дунайській низовині й на Балканах засновано Королівство гепідів                                                                       |
| 451-453 |                                         | Гуни почали вторгнення до Західної Римської імперії                                                                                          |
| 435     |                                         | Вандали заснували власне королівство у Північній Африці зі столицею в Гіпон-Регії                                                            |
| 429     |                                         | Вандали з Піренейського півострову перебралися до Африки                                                                                     |
| 427     |                                         | Когурьо перевело столицю держави з Куннесона до Пхеньяна за часів трьох корейських королівств                                                |
| 426     |                                         | Алани масово полишили Іспанію та перебралися до Північної Африки                                                                             |
| 420     |                                         | Лю Юй заснував державу Лю Сун у Китаї зі столицею у Цзянькані                                                                                |
| 418     |                                         | Вестготи заснували королівство у південній Галлії зі столицею у Тулузі                                                                       |
| 411     |                                         | Германське плем'я бургундів заснувало на західному берегу Рейну власне королівство                                                           |
| 409     |                                         | На заході Піренейського півострова засноване Свевське королівство                                                                            |
| 406     | 31 грудня                               | Змішані племена варварів, вандалів, аланів і свевів, перетнули Рейн поблизу сучасного Майнца та вторглися до Західної Римської імперії       |
| 407     |                                         | Ґао Юнь заснував династію Північна Янь у Китаї                                                                                               |
| 407     | Хелянь Бобо заснував державу Ся у Китаї | |
| 402     |                                         | Столиця Західної Римської імперії переїхала до Равенни                                                                                       |

### IV століття
| Рік | Дата                                                                  | Подія |
| --- | --------------------------------------------------------------------- | --- |
| 400 |                                                                       | Лі Ґао заснував династію Західна Лян у Китаї |
| 398 |                                                                       | Мужун Де заснував династію Південна Янь у Китаї |
| 397 |                                                                       | Туфа Угу заснував династію Південна Лян у Китаї |
| 397 | Дуань Є заснував династію Північна Лян у Китаї                        | |
| 395 | 17 січня                                                              | Після смерті останнього римського імператора Феодосія Римська імперія остаточно розпалася на дві частини: Аркадій очолив Східну Римську імперію зі столицею в Константинополі та Гонорій став правити Західною Римською імперією з Медіоланума |
| 386 |                                                                       | Люй Ґуан заснував династію Пізня Лян у Китаї. Гужань став столицею |
| 386 | Дао У-ді заснував династію Північна Вей у Китаї                       | |
| 385 |                                                                       | Ціфу Гожень заснував династію Західна Цінь у Китаї |
| 384 |                                                                       | Мужун Чуй заснував династію Пізня Янь у Китаї |
| 384 | Яо Чан заснував династію Пізня Цінь у Китаї. Чан'ань — столиця країни | |
| 384 | Мужун Хун заснував Західну Янь у Китаї                                | |
| 370 |                                                                       | Боспорська держава розпалася |
| 351 |                                                                       | Фу Цзянь заснував династію Рання Цінь у Китаї |
| 337 |                                                                       | Мужун Хуан заснував династію Рання Янь у Китаї |
| 330 | 11 травня                                                             | Римський імператор Константин Великий побудував нову столицю Римської імперії — Візантій, що згодом став Константинополем |
| 324 | 18 вересня                                                            | Константин Великий відновив об'єднану Римську імперію. Нікомедія стала столицею держави |
| 320 |                                                                       | Чжан Мао заснував династію Рання Лян у Китаї, зі столицею у Гуцзані |
| 319 |                                                                       | Ши Ле заснував династію Пізня Чжао у Китаї |
| 317 |                                                                       | Сима Жуй заснував династію Східна Цзінь у Китаї за часів шістнадцяти держав зі столицею у Цзянькані |
| 304 |                                                                       | Лі Сюн заснував Династію Чен у Китаї зі столицею у Ченду |
| 304 | Великий шаньюй сюнну Лю Юань заснував династію Рання Чжао у Китаї     | |
| 301 | 3 вересня                                                             | Святий Марин відокремився від Римської імперії і заснував Рання Чжао, зі столицею у місті Сан-Марино |

### III століття

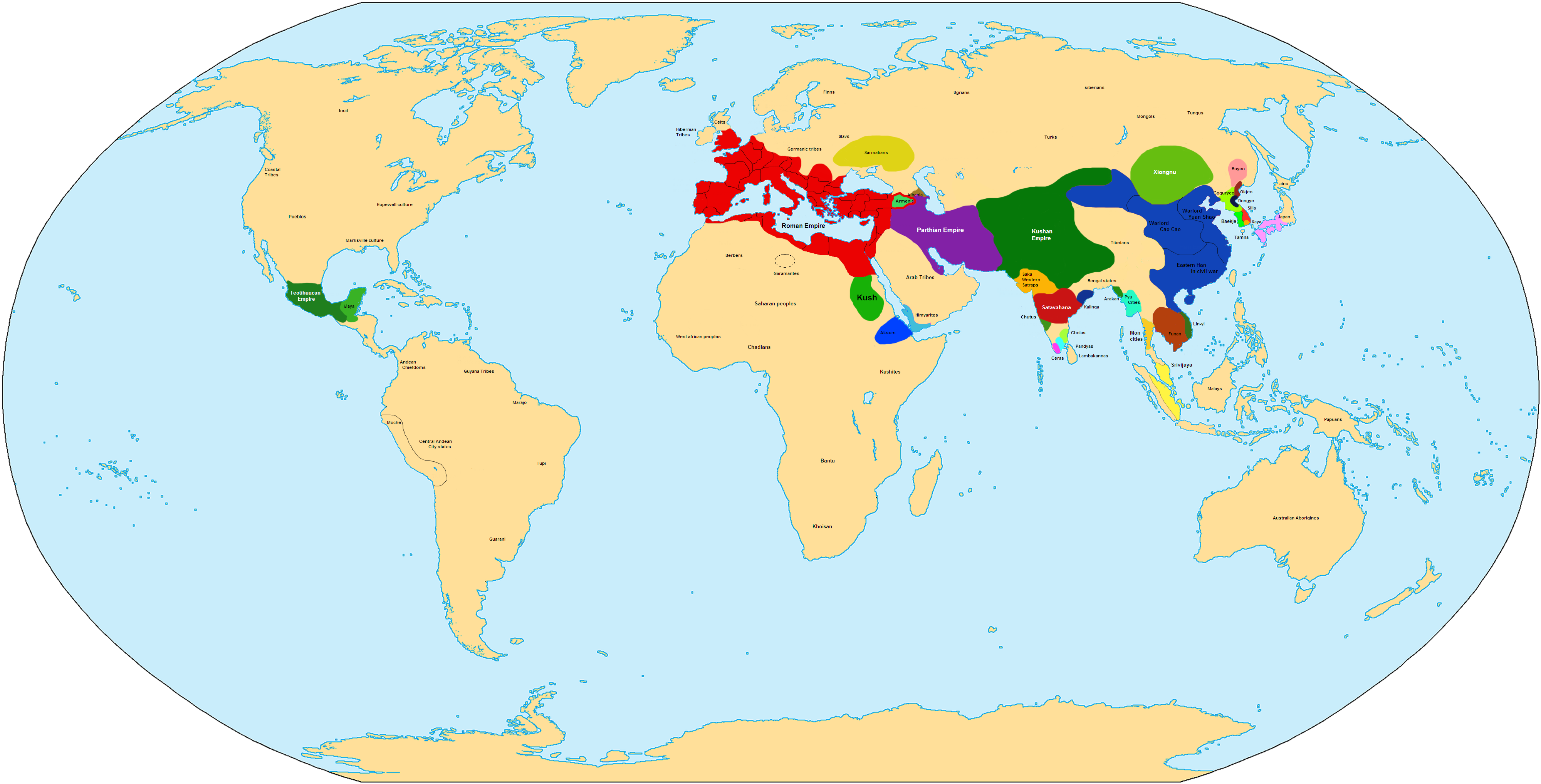
Світ у 200 році

| Рік | Дата | Подія |
| --- | --- | --- |
| 293 | | Римська імперія перейшла до правління тетрархії за часи Діоклетіана та Максиміана з чотирма столицями в Медіоланумі, Августі Треверорум, Нікомедії та Сірмії |
| 286 | 1 квітня | Римський імператор Діоклетіан заснував з Максиміаном діархію в правлінні Римом та визначив дві нові столиці в Медіоланумі та Августі Треверорум              |
| 275 | | Римська провінція Дакія відкололося від імперії |
| 274 | лютий/березень | Римський імператор Авреліан розбив військо галльського імператора Тетрика в битва при Шалоні та відновив контроль Риму над Галльською імперією               |
| 273 | | Імператор Авреліан відновив контроль Римської імперії над землями Пальмірського царства                                                                      |
| 270 | жовтень | Пальмірське царство завоювало римську провінцію Єгипет |
| 269 | | Римський імператор Клавдій II відновив контроль Римської імперії над Іспанією від Галльської імперії                                                         |
| 266 | 8 лютого | Сима Янь заснував династію Цзінь зі столицями у Лояні та Чан'ані                                                                                             |
| 260 | | Оденат відколов від Римської імперії провінції на Сході та заснував Пальмірське царство зі столицею в Пальмірі                                               |
| 260 | Постум відколов від Римської імперії провінції на Заході та заснував Галльську імперію зі столицею в Колонії Агрипіна | |
| 250 | | В Індії засновано Царство Вакатаків |
| 250 | В Японії настала епоха Кофун                                                                                          | |
| 224 | | Заснована Держава Сасанідів |
| 222 | | Сунь Цюань заснував династію У зі столицями у Ечжоу та Цзянькані                                                                                             |
| 221 | | Лю Бей заснував династію Шу зі столицею у Ченду |
| 220 | | Цао Пі заснував Династію Вей зі столицями у Сюйчані та Лояні                                                                                                 |

### II століття
| Рік | Дата | Подія                                                                                   |
| --- | ---- | --------------------------------------------------------------------------------------- |
| 116 |      | Римляни заснували провінцію Месопотамія                                                 |
| 114 |      | Заснована римська провінція Мала Вірменія                                               |
| 107 |      | Римляни заснували провінцію Дакія                                                       |
| 106 |      | На місті завойованого Набатейського царства римлянами заснована провінція Аравія Петреа |

### I століття

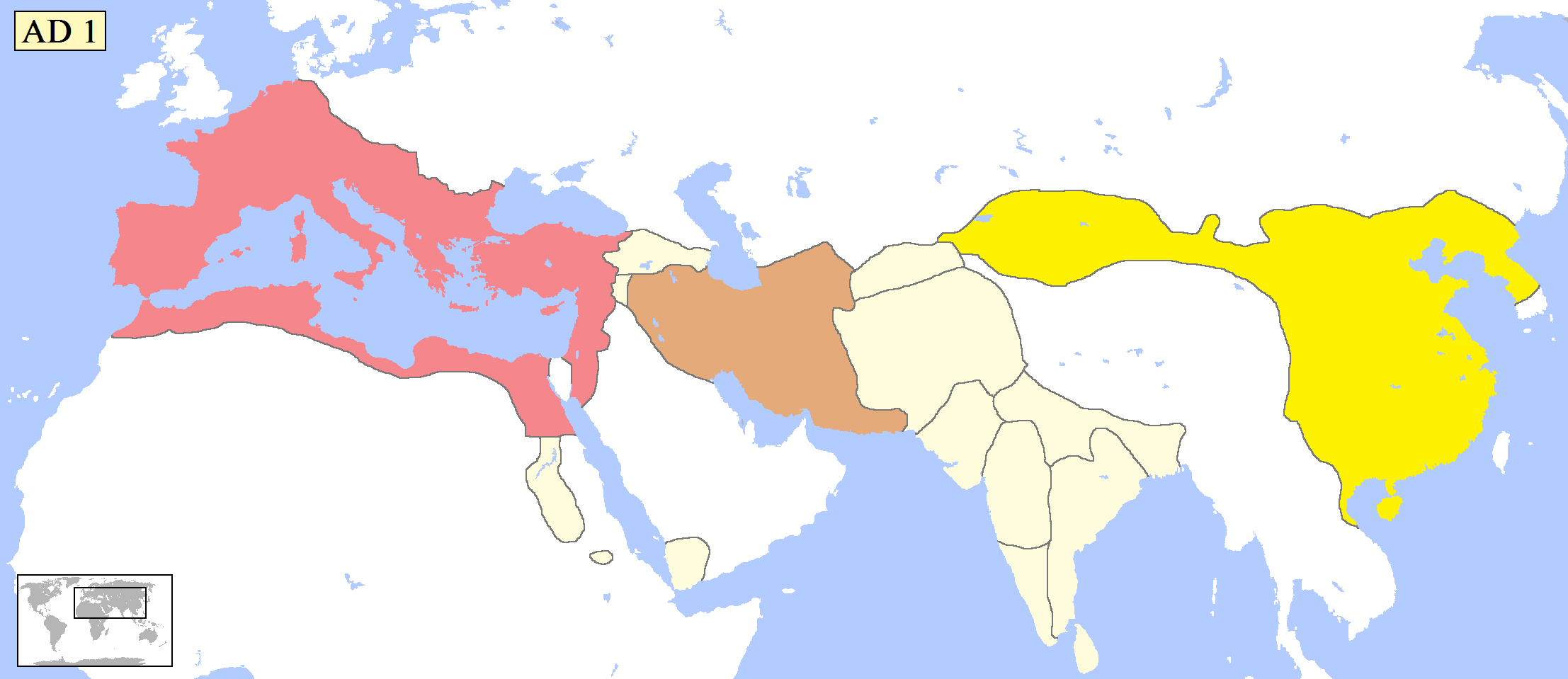
Євразія у 1 році нашої ери.
Римська імперія
Парфянське царство
Китай династії Хань

| Рік         | Дата                                       | Подія |
| ----------- | ------------------------------------------ | --- |
| близько 100 |                                            | Засноване Аксумське царство в північній Ефіопії, зі столицею в місті Аксум |
| 96          |                                            | Початок правління Нерви, засновника третьої римської династії імператорів після Юліїв-Клавдіїв та Флавіїв Антонінів за час правління якої Римська імперія досягла максимального розширення |
| 83          |                                            | У Римській імперії засновані провінції Верхня та Нижня Германія |
| 70          |                                            | Під час Першої Юдейської війни римляни взяли Єрусалим |
| близько 50  |                                            | У басейні та дельті річки Меконг засновано Фунанське королівство |
| 47          |                                            | Римляни заснували Лондініум (сучасний Лондон) |
| 43          |                                            | Відновлення китайського правління у державі в'єтів |
| 43          | Римська імперія почала завоювання Британії | |
| 40          |                                            | Повстання сестер Чинг призвело до вигнання китайської влади з держави в'єтів |
| 30          |                                            | На теренах сучасних Афганістану, Пакистану, Таджикистану і Узбекистану та Північної Індії заснована Кушанська імперія                                                                      |
| 25          |                                            | Ґуан У повалив імператора Ван Мана та повернув Династію Хань до влади |
| 9           |                                            | Ван Ман узурпував владу в Ханському Китаї та заснував династію Сінь |
| 3           |                                            | Столиця Когурьо з Чжольбону переміщена в Гунгне |

## Події до нашої ери

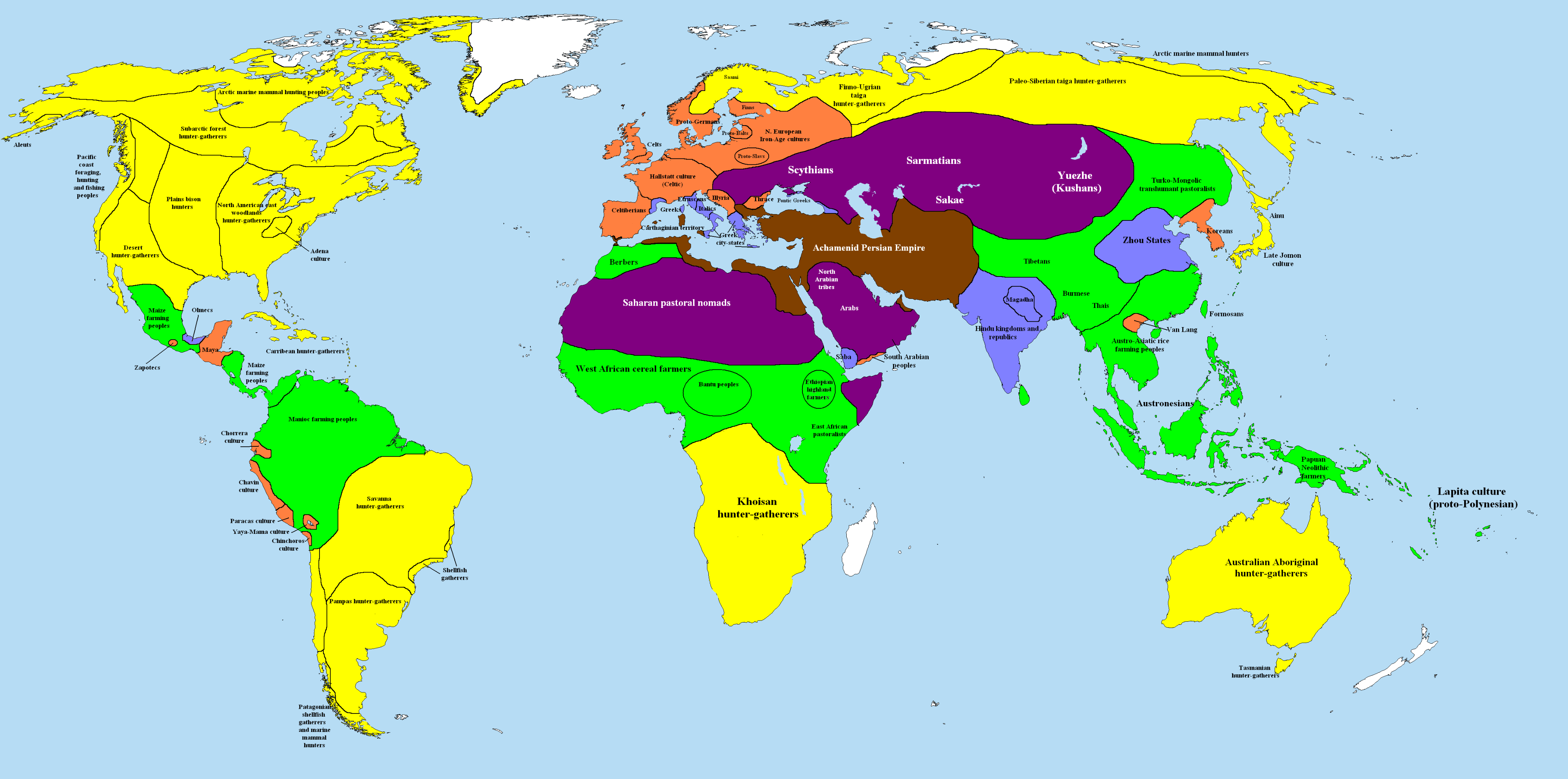
Світ у 500 році до н. е.

### 1-ше тисячоліття до н.е.

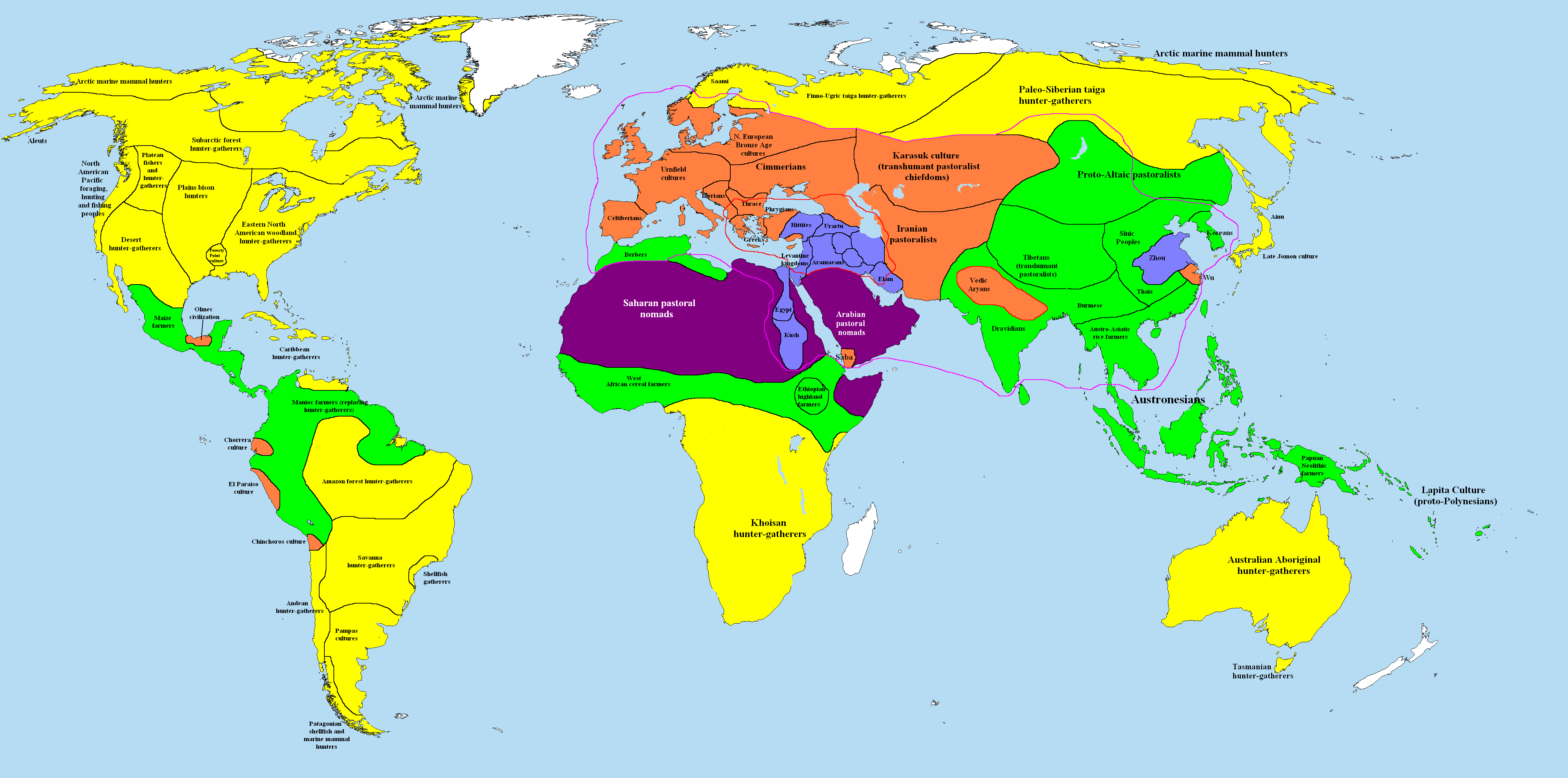
Світ у 1000 році до н. е.

| Рік                       | Дата | Подія |
| ------------------------- | --- | --- |
| 12 до н. е.               | | Римська імперія розпочала завоювання Германії |
| 18 до н. е.               | | Онджо заснував Пекче одне з трьох стародавніх корейських королівств поряд із Когурьо і Сілла, зі столицею у Віресоні                                                                                            |
| 22 до н. е.               | | Рим заснував у Галлії провінції Аквітанія, Белгіка та Лугдунська Галлія |
| 27 до н. е.               | 16 січня | Римський Сенат проголосив Гая Октавія Фуріна Августом; кінець Римської республіки та заснування Римської імперії. Рим — столиця імперії                                                                         |
| 30 до н. е.               | 1 серпня | Римський консул Гай Октавій Фурін завоював Птолемейський Єгипет і заснував римську провінцію |
| 35 до н. е.               | | Рим завоював Сірмій |
| 37 до н. е.               | | Тонмьонсон заснував корейську державу Когурьо на півночі півострову, зі столицею у Чжольбоні |
| 58-50 до н. е.            | | Римська республіка завоювала Галлію |
| 57 до н. е.               | | Пак Хьоккосе заснував Сіллу на південному сході Корейського півострову. Кьонджу став столицею |
| 63 до н. е.               | | Римляни опанували Єрусалим |
| 63 до н. е.               | Рим анексував західну частину Понтійського царства і створив на східній його частині клієнтську державу на чолі з Фарнаком II          | |
| 111 до н. е.              | | Імператор Китаю з династії Шань Лю Че завоював більшу частину Наньюе; початок Першого китайського завоювання держави в'єтів                                                                                     |
| 133 до н. е.              | | За заповітом останнього царя Пергаму Аттала III, царство перейшло Римській республіці |
| 133 до н. е.              | Римляни, після перемоги під Нуманцією у Нумантинській війні, опанували Кельтіберію                                                     | |
| 135 до н. е.              | | Хань завоював західну частину Міньюе |
| 146 до н. е.              | | Римляни завоювали Іберію |
| 146 до н. е.              | Карфаген припинив існування, на його місці Римом заснована провінція Африка                                                            | |
| 146 до н. е.              | Засновані римські провінції Македонія та Ахая                                                                                          | |
| 146 до н. е.              | Римляни здобули Коринф та розпустили Ахейський союз                                                                                    | |
| 148 до н. е.              | | Парфянський цар Мітрідат I завоював Екбатану |
| 168 до н. е.              | | Римляни, розгромивши македонців у битві коло Підни, перемогли у Третій Македонській війні та зруйнували Македонське царство                                                                                     |
| 180 до н. е.              | | Деметрій I Анікетос вторгся до Індії, заснувавши Індо-грецьке царство |
| 187 до н. е.              | | Після розпаду імперії Маур'їв заснована Династія Шунга |
| 194 до н. е.              | | Селевкіди здобули від Птолемейського Єгипту Келесирію та Юдею |
| 194 до н. е.              | Ваном Віманом засноване державне утворення Чосон Вімана, остання династія першої корейської держави Кочосон                            | |
| 204 до н. е.              | | Ч'єу Да заснував на території північного В'єтнаму і південно-східного Китаю державу Наньюе, зі столицею у Паньюй                                                                                                |
| 206 до н. е.              | 28 лютого | Лю Бан заснував Династію Західна Хань. Чан'ань став столицею |
| 209 до н. е.              | | Римська армія здобула Картахену, Карфагенська Іспанія перейшла під римський контроль |
| 211 до н. е.              | | Римляни опанували Сиракузи |
| 218 до н. е.              | | Римляни почали завоювання Іспанії, що триватиме 200 років |
| 221 до н. е.              | | Цінь Ши Хуан-ді об'єднав розрізнені китайські держави у єдину імперію та заснувавши Династію Цінь. Сяньян — столиця імперії                                                                                     |
| 227 до н. е.              | | Корсика й Сардинія стали римською провінцією |
| 230 до н. е.              | | Китайська держава Хань завойована царством Цінь |
| 241 до н. е.              | | Сицилія після перемоги римлян у Першій Пунічній війні, стала першою провінцією Римської республіки |
| 247 до н. е.              | | Аршак I заснував Аршакську династію Парфянського царства. Гекатомпіл став столицею держави |
| 266 до н. е.              | | Ашока об'єднав більшість південної Азії, окупувавши майже весь Індостан за винятком півдня Індії |
| 281 до н. е.              | | Лісімах загинув у битві при Курупедіоні, його володіння відійшли Державі Селевкідів |
| 291 до н. е.              | | Деметрій I Поліоркет здобув після успішної облоги Фіви |
| 294 до н. е.              | | Деметрій I відвоював Афіни та вбив македонського царя Александра V |
| 301 до н. е.              | | Загибель Антигона I у протистоянні діадохів в битві при Іпсі призвела до розпаду його Антигонського царства та поділу між рештою діадохів: Птолемеєм, Селевком, Лісімахом і Кассандром                          |
| 305 до н. е.              | | Македонський полководець Птолемей заснував Єгипет Птолемеїв і оголосив себе царем Птолемеєм I Сотером. Александрія залишилася столицею імперії                                                                  |
| 306 до н. е.              | | Після смерті Александра IV Македонського, Антигон I Одноокий проголосив себе басилевсом (правителем) Фригії, його приклад наслідували колишні товариші — Птолемей I Сотер, Селевк I Нікатор, Лісімах і Кассандр |
| 309 до н. е.              | | Селевк закріпив володіння своєї імперії після перемогу у Вавилонській війні, завоювавши Вавилонію, Мідії та Елам у Антигона                                                                                     |
| 312 до н. е.              | | Діадох Александра Македонського Селевк заснував династію та Державу Селевкідів зі столицею у Вавилоні |
| 316 до н. е.              | | Держави Шу та Ба завойовані Королем Хуйвен Цінем |
| 322 до н. е.              | | Чандраґупта заснував Імперію Маур'їв на території Індії. Паталіпутра (сучасна Патна) столиця імперії |
| 323 до н. е.              | | Смерть Александра Македонського призвела до розколу його імперії |
| 329 до н. е.              | | Александр Македонський здобув Самарканд |
| 330 до н. е.              | | Александр Македонський опанував Персію. Александр зробив Вавилон своєю столицею |
| 332 до н. е.              | | Александр Македонський завоював окупований Персією Єгипет і заснував Єгипетську династію Аргеадів як фараон Александр III. Побудована нова столиця Александрії                                                  |
| 338 до н. е.              | | Цар Македонії Філіпп II Македонський об'єднав Грецію, встановивши гегемонію Македонії над усією Грецією |
| 343 до н. е.              | | Цар Персії Артаксеркс III знову завоював Єгипет та заснував перську 31-шу династію єгипетських фараонів як фараон Артаксеркс III. Початок Другого перського періоду в Єгипті                                    |
| 375 до н. е.              | | Чжен анексував царство Хань |
| 380 до н. е.              | листопад | Фараон Нектанеб I заснував 30-ту династію єгипетських фараонів. Себенніт став столицею держави |
| 387 до н. е.              | | Після закінчення Коринфської війни укладений Анталкідів мир — під владу персів перейшли грецькі міста Малої Азії, острів Кіпр та Клазомени                                                                      |
| 399 до н. е.              | Осінь | Фараоном Неферітом заснована 29-ту династію єгипетських фараонів. Мендес став столицею держави |
| 404 до н. е.              | | Аміртей вигнав владу Перську імперії з Єгипту та заснував 28-му династію єгипетських фараонів. Саїс залишився столицею держави                                                                                  |
| 404 до н. е.              | Афіни здалися Спарті та її союзникам, що призвело до розчленування Дельфійської Ліги та встановлення тимчасової спартанської гегемонії | |
| 405 до н. е.              | | Грецькі колонії на Сицилії Джела та Камарина полишені населенням та знищені Карфагеном |
| 406 до н. е.              | | Сицилійський Акрагас полишений греками та розграбований карфагенянами |
| 409 до н. е.              | | Сицилійські міста Селінунт та Гімера захопили та зруйнували карфагеняни |
| 479 до н. е.              | | Заснована Делійська ліга |
| 504 до н. е.              | | Цар Пандувасудева переніс столицю царства Ланка до Упатіссагама |
| 509 до н. е.              | | Римська республіка прийшла на заміну Римському царству. Рим залишається столицею |
| 515 до н. е.              | | Дарій I Великий перемістив столицю Перської імперії у Персеполіс |
| 525 до н. е.              | Травень | Цар Ахеменідської держави Камбіс II опанував Єгипет та заснував перську 27-му династію єгипетських фараонів як фараон Камбіс II. Початок першого перського періоду в Єгипті                                     |
| 535 до н. е.              | | Кір II Великий завоював царство Гандхара |
| 539 до н. е.              | | Кір II Великий завоював Нововавилонське царство |
| 543 до н. е.              | | Принц Віджая заснував Царство Ланка та зробив Тамбаппанні своєю столицею |
| 546 до н. е.              | | Кір II Великий завоював Лідійську державу |
| 546 до н. е.              | Кір II Великий заснував Перську імперію, Пасаргади стали столицею держави                                                              | |
| 586 до н. е.              | | Традиційна дата знищення Юдейського царства Вавилоном |
| 605 до н. е.              | | Єгипетське військо Нехо II зазнало нищівної поразки в битві при Каркемиші від Вавилона. Ассирійська імперія остаточно знищена, в регіоні виникає баланс сил між Вавилоном, Мідією, Лідією та Єгиптом            |
| 609 до н. е.              | | Харан, нова столиця Ассирії, зруйнована мідійцями та вавилонянами |
| 612 до н. е.              | | Ніневія завойована коаліцією вавилонян, мідійців, халдеїв, скіфів, персів і кімерійців |
| 650 до н. е.              | | Заснована держава Карфаген |
| 653 до н. е.              | | Після битви при Улай Елам стає країною-васалом Ассирії |
| 657 до н. е.              | | Візантій заснований переселенцями з грецької Мегари |
| 660 до н. е.              | 11 лютого | Перший імператор Дзімму заснував Японську імперію |
| близько 664 до н. е.      | близько 664 до н. е. | Фараон Нехо I заснував 26-ту династію єгипетських фараонів. Саїс — столиця |
| 671 до н. е.              | | Цар Ассирії Асархаддон захоплює Мемфіс і виганяє кушитів із Нижнього Єгипту, а також встановлює місцевих правителів у регіоні дельти Нілу                                                                       |
| 694 до н. е.              | | Даюкку обраний першим королем мідійців. Екбатана (нині Хамадан) — столиця |
| 695 до н. е.              | | Гордіон, столиця Фригії, зруйнована кімерійцями, внаслідок чого Фригією керують лідійці |
| близько 700 до н. е.      | близько 700 до н. е. | Фінікійці заснували колонію на Мальті, Малет — столиця |
| 705 до н. е.              | | Столиця Ассирії переведена з Дур-Шаррукіна до Ніневії |
| 706 до н. е.              | | Столиця Ассирії переведена Саргоном II з Німруда до Дур-Шаррукіна |
| 713 до н. е.              | | Новохеттські держави Табал і Хілакку завойована ассирійцями |
| 717 до н. е.              | | Новохеттська держава Каркемиш завойована ассирійцями |
| 720 до н. е.              | | Традиційна дата загибелі Царства Ізраїль від рук ассирійців |
| близько 728 до н. е.      | близько 728 до н. е. | Фараон Тефнахт I заснував 24-ту династію єгипетських фараонів. Саїс став столицею держави |
| 732 до н. е.              | | Ассирійці Тіглатпаласара III підкорюють Дамаск, зруйнувавши царство Дамаське царство |
| 733 до н. е.-734 до н. е. | | Місто Сиракузи засноване грецькими переселенцями з Коринфа та Тенеї |
| близько 740 до н. е.      | близько 740 до н. е. | Нубійський цар Піанхі заснував 25-ту династію єгипетських фараонів та править Єгиптом з Напати у Нубії |
| 745 до н. е.              | | Тіглатпаласар III засновує Новоассирійську імперію, анексувавши місто Вавилон |
| 753 до н. е.              | 21 квітня | Ромул заснував Римське царство. Нове місто Рим стало столицею |
| 770 до н. е.              | | Пін-ван заснував Східну Чжоу в Китаї. Вангчен — столиця держави |
| 808 до н. е.              | | Цар Каран заснував Македонське царство за правителями династії Аргеадів та побудував Егі, як столицю країни |
| близько 875 до н. е.      | близько 875 до н. е. | Фараон Петубастіс I заснував 23-тю династію єгипетських фараонів (Лівійську). Фіви — столиця Верхнього Єгипту                                                                                                   |
| 879 до н. е.              | | Ашшур-назір-апал II перемістив столицю Новоассирійського царства до Кальху |
| 911 до н. е.              | | Ададнерарі II заснував Новоассирійську імперію. Ашшур — столиця держави |
| близько 930 до н. е.      | близько 930 до н. е. | Північно-Ізраїльське царство правителя Єровоама I відокремилося від Юдейського царства царя Ровоама. Самарія стала столицею Ізраїлю, Єрусалим — столицею Юдеї                                                   |
| близько 945 до н. е.      | близько 945 до н. е. | Шешонк I заснував 22-гу династію єгипетських фараонів. Таніс залишився столицею |

### 2-ге тисячоліття до н.е.
| Рік                        | Подія |
| -------------------------- | --- |
| близько 1004 року до н. е. | Цар Давид завоював місто Євус і перейменував його на місто Давида (сучасний Єрусалим), зробивши столицею Об'єднаного царства Ізраїлю та Юдеї |
| близько 1046 року до н. е. | У-ван започаткував династію Чжоу у Китаї. Фенхао стає столицею держави                                                                       |
| близько 1047 року до н. е. | Саул заснував Ізраїльське царство. Джібеа — столиця держави                                                                                  |
| близько 1070 року до н. е. | Несубанебдед заснував 21-шу династію єгипетських фараонів. Таніс стає столицею держави                                                       |
| близько 1077 року до н. е. | Після падіння Нового царства в Єгипті настає Третій перехідний період                                                                        |
| близько 1184 року до н. е. | Греки зруйнували місто-державу Трою. |
| близько 1188 року до н. е. | Сетнахт заснував 20-ту династію єгипетських фараонів. Пер-Рамзес Меріамон залишився столицею                                                 |
| близько 1230 року до н. е. | Рамсес II збудував для 19-ї династії нову столицю на місці Аваріса — Пер-Рамзес Меріамон                                                     |
| близько 1243 року до н. е. | Ашшур-надін-апал правитель Середньоассирійської імперії повернув столицю назад до Ашшура                                                     |
| близько 1243 року до н. е. | Тукульті-Нінурта I цар Середньоассирійської імперії переніс столицю до Кар-Тукульті-Нінурта                                                  |
| близько 1272 року до н. е. | Мурсілі III великий цар Новохеттського царства перемісти столицю до Хаттуси                                                                  |

Світ у 2000 році до н. е.
Мисливці і збирачі
Кочовики-скотарі
Примітивні фермерські господарства
Організовані фермерські господарства
Державні утворення
Незаселені землі

| близько 1293 року до н. е. | Рамсес I заснував 19-ту династію. Столиця царства — Мемфіс                                                                                   |
| близько 1295 року до н. е. | Муваталлі II великий цар Новохеттського царства зробив Тархунтассу столицею своєї держави                                                    |
| близько 1332 року до н. е. | Тутанхамон 18-ї династії повернув столицю до Мемфіса                                                                                         |
| близько 1340 року до н. е. | Ашшур-убалліт I заснував Середньоассирійську імперію зі столицею в Ашшурі                                                                    |
| близько 1345 року до н. е. | Фараон Аменхотеп з 18-ї династії перевів столицю до Амарни (Ахетатон)                                                                        |
| близько 1400 року до н. е. | Каситський цар Вавилонії Курігальзу I перевів столицю держави до Дур-Курігальзу                                                              |
| близько 1534 року до н. е. | Агум II заснував III Вавилонську (Каситську) династію в Межиріччї. Вавилон став столицею                                                     |
| близько 1534 року до н. е. | Фараон Яхмос I заснував 18-ту династію єгипетських фараонів зі столицею у Фівах                                                              |
| близько 1550 року до н. е. | Засновано Нове царство в Єгипті |
| близько 1600 року до н. е. | Тан заснував династію Шан у Китаї. Шан-Їнь став столицею держави                                                                             |
| близько 1619 року до н. е. | Рахотеп заснував 17-ту династію єгипетських фараонів. Фіви лишаються столицею держави                                                        |
| близько 1620 року до н. е. | Джехуті започаткував 16-ту династію єгипетських фараонів. Фіви — столиця держави                                                             |
| близько 1624 року до н. е. | Салітіс з гіксоської династії заснував 15-ту династію єгипетських фараонів зі столицею в Аварісі                                             |
| близько 1650 року до н. е. | Середнє царство в Єгипті повалено, початок Другого перехідного періоду                                                                       |
| близько 1710 року до н. е. | Негесі започаткував 14-ту династію єгипетських фараонів. Ксоіс став столицею країни                                                          |
| близько 1763 року до н. е. | Хаммурапі заснував Вавилонську імперію. Вавилон залишився столицею імперії                                                                   |
| близько 1778 року до н. е. | Угаф заснував 13-ту династію єгипетських фараонів зі столицею в Іттауі                                                                       |
| близько 1810 року до н. е. | Суму-епух став першим царем Ямхада. Алеппо став столицею                                                                                     |
| близько 1894 року до н. е. | Суму-абум започаткував 1-шу Вавилонську династію. Вавилон — столиця держави                                                                  |
| близько 1900 року до н. е. | Зулілу заснував Староассирійську імперію. Ашшур став столицею держави                                                                        |
| близько 1940 року до н. е. | Третя династія Уру повалена внаслідок вторгнення Елама                                                                                       |
| близько 1983 року до н. е. | Аменемхет I заснував 12-ту династію єгипетських фараонів та побудував нову столицю — Аменемхет-іт (і) -тауі                                  |

### 3-тє тисячоліття до н.е.
| Рік                        | Подія |
| -------------------------- | --- |
| близько 2047 року до н. е. | Ур-Намму заснував Шумерську 3-тю династію Уру. Ур — столиця Шумера                                                                        |
| близько 2055 року до н. е. | В Єгипті засноване Середнє царство |
| близько 2070 року до н. е. | Юй Великий заснував Династію Ся в Китаї. Янчен і Женьксун — столиці держави                                                               |
| близько 2112 року до н. е. | Утухенгаль розгромив гутіїв та заснував 5-ту династію Уру                                                                                 |
| близько 2130 року до н. е. | Ментухотеп I заснував 11-ту династію єгипетських фараонів. Фіви стали столицею Верхнього Єгипту                                           |
| близько 2130 року до н. е. | Хеті III заснував 10-ту династію єгипетських фараонів. Генен-Несут залишається столицею Нижнього Єгипту                                   |
| близько 2160 року до н. е. | Меріїбра заснував 9-ту династію єгипетських фараонів. Генен-Несут стає столицею Нижнього Єгипту                                           |
| близько 2165 року до н. е. | Неферкара VI Піопі-сенеб заснував 8-му династію єгипетських фараонів. Мемфіс залишається столицею                                         |
| близько 2175 року до н. е. | Нечерікара заснував 7-му династію єгипетських фараонів. Мемфіс залишається столицею                                                       |
| близько 2181 року до н. е. | Стародавнє Єгипетське царство повалено, початок 1-го перехідного періоду в історії Єгипту                                                 |
| близько 2193 року до н. е. | Аккадська імперія повалена після вторгнення гутіїв                                                                                        |
| близько 2270 року до н. е. | Саргон заснував першу у світі імперію — Шумерську Аккадську державу — після перемоги над Лугальзагесі в битві біля Урука. Аккад — столиця |
| близько 2333 року до н. е. | Тангун заснував Кочосон на Корейському півострові                                                                                         |
| близько 2336 року до н. е. | Теті засновує 6-ту династію єгипетських фараонів. Мемфіс залишається столицею                                                             |
| близько 2380 року до н. е. | Ур-Нанше заснував Шумерську 1-шу династію Лагаша. Лагаш — столиця держави                                                                 |
| близько 2494 року до н. е. | Усеркаф заснував 5-ту династію єгипетських фараонів. Мемфіс залишається столицею                                                          |
| близько 2500 року до н. е. | Хатаніш, єдиний представник династії Хамазі замінює Другу династію Кіша. Столиця перенесена з Кіша в Хамазі                               |
| близько 2580 року до н. е. | Месанепада засновує 1-шу династію Ур. Ур стає фактичною столицею Шумера                                                                   |
| близько 2655 року до н. е. | Снофру заснував 4-ту династію єгипетських фараонів. Мемфіс залишається столицею                                                           |
| близько 2686 року до н. е. | Засноване Стародавнє Єгипетське царство. Мемфіс залишається столицею. Починається будівництво єгипетських пірамід                         |
| близько 2727 року до н. е. | Джосер засновує 3-тю династію Єгипту. Мемфіс стає столицею                                                                                |
| близько 2750 року до н. е. | Мескіаггашер заснував першу династію Урука. Урук став столицею.                                                                           |
| близько 2860 року до н. е. | Хотепсехемуї заснував 2-гу династію єгипетських фараонів. Мемфіс залишається столицею держави                                             |
| близько 2879 року до н. е. | Киньзионг-вионг заснував правлячу династію Хонг-банг у царстві Ситькуї у сучасному В'єтнамі                                               |

### 4-те тисячоліття до н.е.
| Рік                        | Подія |
| -------------------------- | --- |
| близько 3000 року до н. е. | Етана засновує в Шумері першу династію Кіша. Кіш — столиця.                                                                                        |
| близько 3080 року до н. е. | Нармер (або Менес) об'єднав Нижній Єгипет та Верхній Єгипет під владою 1-ї династії єгипетських фараонів. Мемфіс став столицею об'єднаного Єгипету |
| близько 3200 року до н. е. | Регіональні центри влади Тініс, Накада та Нехен домінують у верхньому Єгипті                                                                       |
| близько 3200 року до н. е. | Міста-держави Еріду, Бад-Тібіра, Ларса, Сіппар і Шуруппак підносяться та здобувають великого значення в Шумері                                     |

### 10-те тисячоліття до н.е.
| Рік                        | Подія                                     |
| -------------------------- | ----------------------------------------- |
| близько 9000 року до н. е. | Перші кам'яні будівлі збудовані у Єрихоні |
| близько 9500 року до н. е. | Почалося будівництво у Гебеклі-Тепе.      |